# 1:54
1:54 je kanadský hraný film z roku 2016, který režíroval Yan England podle vlastního scénáře. Film se zabývá šikanou mezi spolužáky.

## Děj
Šestnáctiletý Tim žije po smrti matky se svým otcem. Chodí na střední školu, kde ho baví hlavně chemie, o kterou se zajímá se svým kamarádem Francisem. Nikdo na škole netuší, že spolu s Francisem tajně chodí, nicméně jsou i přesto oba šikanováni a vysmíváni skupinou spolužáků v čele s Jeffem. Francis tento tlak nevydrží a spáchá sebevraždu. Tim se rozhodne pomstít. Začne se opět věnovat atletice, neboť jako junior vynikal v běhu. Chce porazit Jeffa, jehož snem je účast na mistrovství Kanady v běhu na 800 m. Chce uběhnout trať za 1:54. Jeff jednou na večírku tajně natočí Tima, který v opilosti masturbuje. Vyhrožuje mu, že pokud ho na kvalifikaci porazí, Jeff video zveřejní. Tim tajně trénuje a účastní se též kvalifikace. Přestože záměrně prohraje, Jeff video zveřejní, což mezi spolužáky vyvolá proti Timovi vlnu výsměchu. Ten se v zoufalství rozhodne k radikálnímu kroku.

## Obsazení
| Antoine Olivier Pilon | Tim          |
| Sophie Nélisse        | Jennifer     |
| Lou-Pascal Tremblay   | Jeff         |
| David Boutin          | Pierre       |
| Patrice Godin         | pan Sullivan |
| Robert Naylor         | Francis      |
| Anthony Therrien      | Patrick      |
| Guillaume Gauthier    | David        |